# Dean Glenesk
Dean Glenesk (n. 22 septembrie 1957, La Mesa⁠(d), California, SUA) este un sportiv ce a reprezentat Statele Unite ale Americii, medaliat olimpic. A participat la o ediție a Jocurilor Olimpice (1984) în care a câștigat o medalie de argint.

## Participări
Lista de mai jos prezintă principalele competiții la care a participat Dean Glenesk de-a lungul carierei.
- modern pentathlon at the 1984 Summer Olympics[*]